# Sutura (série)
Sutura é uma série de televisão de thriller médico  brasileira produzido pelo Prime Video em parceria com a Boutique Filmes e Spiral International.
Criado por Fábio Montanari,com Direção Geral de Diego Martins,conta a história de dois médicos que começam a trabalhar juntos em um esquema de medicina ilegal. Estreou dia 22 de novembro de 2024 no streaming.
Estrelada por Cláudia Abreu e Humberto Morais, tem direção geral de Diego Martins e direção de episódios de Jéssica Queiroz. Os roteiros são de Fábio Montanari em parceria com Donna Oliveira, Fernanda D’Umbra, Marcelo Montenegro, Victor Rodrigues e Santiago Roncagliolo com desenvolvimento e redação final de Marcelo Montenegro.

## Enredo
Ícaro (Humberto Morais), um jovem da periferia de São Paulo, formado em Medicina e que não poderia fazer residência médica por conta de uma dívida contraída durante o curso. De outro lado, a Dra. Mancini (Cláudia Abreu), uma cirurgiã de elite atormentada por tremores nas mãos, mas que quer voltar a operar. A única solução que encontram para resolverem seus problemas é atuar como médicos do crime, dando início a uma perigosa vida dupla onde escapar pode se provar impossível.

## Elenco
| Ator/Atriz          | Personagem                      |
| ------------------- | ------------------------------- |
| Cláudia Abreu       | Adriana Mancini (Dra. Mancini)  |
| Humberto Morais     | Ícaro Dias                      |
| Juliana Paiva       | Anna Romanelli                  |
| Danilo Mesquita     | Theo Vasconcelos                |
| Gabriel Braga Nunes | Dr. Augusto Novaes              |
| Naruna Costa        | Dra. Paula                      |
| Yara de Novaes      | R.C.                            |
| Lara Tremouroux     | Maya Gomes                      |
| Elzio Vieira        | Fino                            |
| Leopoldo Pacheco    | Pedro Romanelli (Dr. Romanelli) |
| Rejane Faria        | Dalva Dias                      |
| José Trassi         | Edmundo Dias                    |
| Clarissa Kiste      | Laila                           |
| Cláudia Missura     | Bárbara                         |
| Ricardo Gelli       | Charles                         |
| Clarisse Abujamra   | Cristina                        |

### Participações Especiais
| Intérprete       | Personagem |
| ---------------- | ---------- |
| Wesley Guimarães | Breno      |
| Laila Garin      | Lena       |